# Mamy
Mamy (russisk: Мамы) er en russisk spillefilm fra 2012.

## Medvirkende
- Jelena Korikova — Oksana
- Olga Volkova — Toma
- Sergej Bezrukov — Mikhail Jurjevitj
- Anastasija Zavorotnjuk — Nadezjda Pusjkarjova
- Andrej Fedortsov — Aleksej Vanin